# Rolando Aarons
Rolando Aarons (Kingston, 16 november 1995) is een Engels voetballer die doorgaans als vleugelspeler speelt. Hij stroomde in 2014 door vanuit de jeugd van Newcastle United.

## Clubcarrière
Newcastle United haalde Aarons in 2012 weg bij Bristol City. Hij debuteerde op 8 februari 2013 in het B-elftal. Hij tekende op 1 april 2014 zijn eerste professionele contract. Aarons debuteerde op 17 augustus 2014 op de openingsspeeldag van het seizoen 2014/15 in de Premier League, tegen Manchester City als invaller voor Yoan Gouffran. Hij maakte op 30 augustus 2014 zijn eerste treffer voor The Magpies, tegen Crystal Palace. Aarons degradeerde aan het eind van het seizoen 2015/16 met Newcastle United naar de Championship. 
1 Dúbravka ·
2 Trippier ·
4 Botman ·
5 Schär ·
6 Lascelles  ·
7 Joelinton ·
8 Tonali ·
9 Wilson ·
10 Gordon ·
11 Barnes ·
13 Targett ·
14 Isak ·
17 Krafth ·
18 Osula ·
19 Vlachodimos ·
20 Hall ·
21 Livramento ·
22 Pope ·
23 Murphy ·
24 Almirón ·
25 Kelly ·
26 Ruddy ·
28 Willock ·
29 Gillespie ·
33 Burn ·
36 Longstaff ·
37 Murphy ·
39 Guimarães ·
67 Miley ·
Coach: Howe
· Assistent-coach: Jones